# Замглай (зупинний пункт)
Замгла́й — пасажирський залізничний зупинний пункт Київської дирекції Південно-Західної залізниці на неелектрифікованій лінії Чернігів — Горностаївка.
Розташований біля села Ловинь Ріпкинського району Чернігівської області між станціями Голубичі (13 км) та Грибова Рудня (9 км).
На зупинному пункті зупиняються приміські поїзди.